# Kathoey

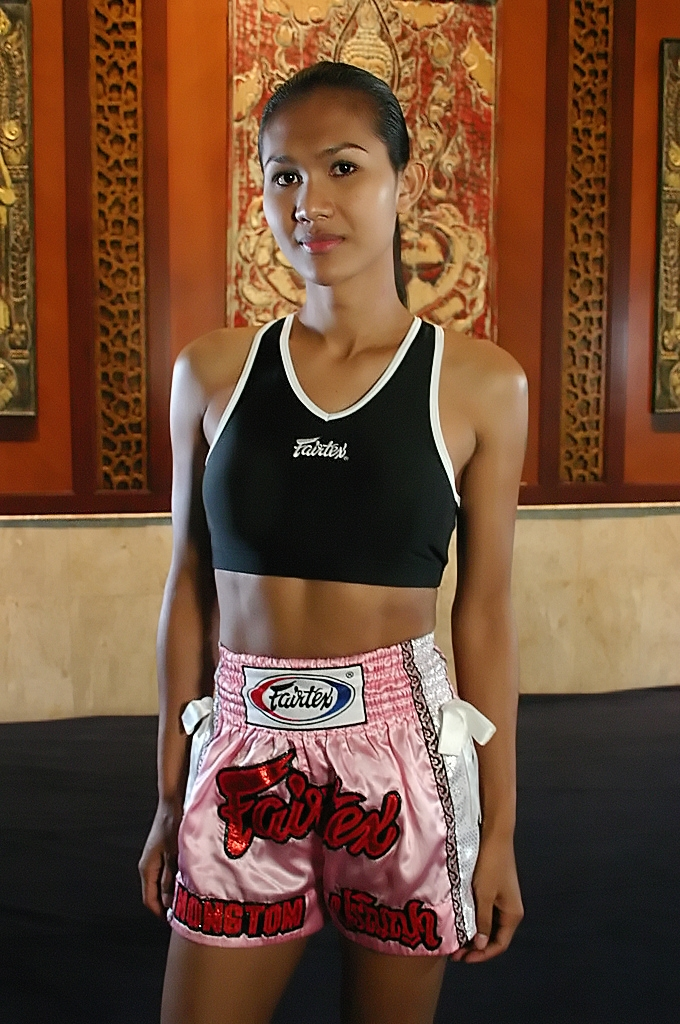
Nong Tum trở thành một Kathoey nổi tiếng thế giới khi tham gia phim Beautiful Boxer.

Kathoey hoặc katoey (tiếng Thái: กะเทย, /kaʔtʰɤːj/) thường được dùng để chỉ người chuyển giới nam thành nữ hoặc một đồng tính nam ở Thái Lan. Trong tiếng Thái, người ta cũng dùng từ "sao praphet song" hoặc " phuying praphet song" nghĩa là "kiểu phụ nữ thứ 2", hoặc "phet thi sam" nghĩa là "giới tính thứ ba"). Từ kathoey có thể có nguồn gốc từ tiếng Khmer. Trong tiếng Anh và khu vực Đông Nam Á thì gọi chính thức là tiffany hoặc thông tục là ladyboy còn tại Philippines người ta thỉnh thoảng dùng từ Billyboy, trong tiếng Việt có người gọi là "cô chàng".

## Từ nguyên
Từ "kathoey" cho biết người đó là một nam giới, còn từ "sao praphet song", cho biết đó là giới tính nữ, trong khi từ "phet thee sam", có nghĩa là giới tính thứ ba. Từ "phu-ying praphet thi sorng", có nghĩa là "kiểu phụ nữ thứ 2", cũng được dùng để chỉ kathoey. Từ này cũng được dùng để chỉ những người nam biểu lộ nữ tính ở nhiều cấp độ — nhiều kathoey mặc đồ như phụ nữ và trải qua các quá trình y khoa để được nữ tính hoá như liệu pháp thay thế hormone, bơm ngực, phẫu thuật bộ phận sinh dục, hoặc làm nhỏ trái táo Ađam ở cổ. Những người khác thì trang điểm và dùng danh xưng phụ nữ nhưng vẫn mặc đồ nam giới.
Từ "kathoey" có thể được xem là miệt thị, nhất là khi nói "kathoey-saloey".

## Hoàn cảnh xã hội
Kathoey thường làm những việc dành cho phụ nữ như bán trong các shop, cà phê bar và nhà hàng, thẩm mỹ viện và tạo mẫu tóc. Nhiều người làm trong ngành giải trí như các trung tâm du lịch, vũ công trong các chương trình tạp kỷ như Alcazar và Tiffanys ở Pattaya hoặc mại dâm.
Kathoey hiển nhiên được chấp nhận rộng rãi ở Thái Lan hơn bất kỳ nơi nào. Rất nhiều người nổi tiếng của Thái như người mẫu, ca sĩ và ngôi sao điện ảnh là kathoey, kahtoey thắng cuộc và phụ nữ thắng cuộc trong các cuộc thi sắc đẹp thường được báo chí Thái cho đăng hình sát bên nhau. Hiện tượng này không chỉ giới hạn ở vùng thành thị, ở làng nào cũng có kathoey và các cuộc thi sắc đẹp kathoey thường được tổ chức trong các hội chợ ở địa phương.
Ngưới ta nói sự chấp nhận rộng rãi này là do bản chất văn hoá Phật giáo ở khắp Thái Lan, đạo đã đề cao giá trị của lòng bao dung. Theo sách kinh Karma, một số người Thái tin rằng kathoey là do phạm tội từ các kiếp trước vì thế họ đáng thương hơn là bị nguyền rủa.

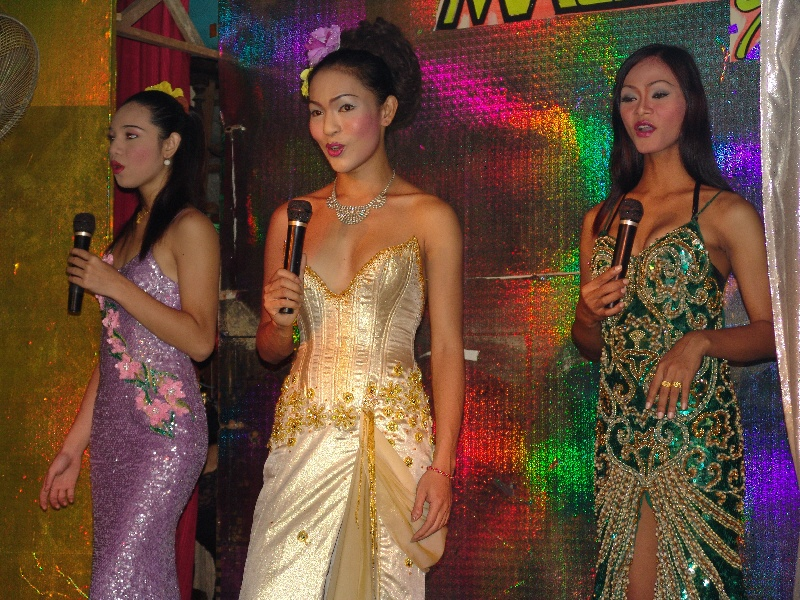
Pattaya: Kathoey trên sân khấu tạp kỹ.

Kiểu thường gặp nhất là một kathoey khá giả sẽ chu cấp tiền bạc cho bạn tình là trai trẻ.
Kathoey hiện đang phải đối mặt với những cản trở từ xã hội và luật pháp. Các gia đình (đặc biệt là những người cha) thường rất thất vọng khi con mình trở thành kathoey, và kathoey phải đối mặt với việc công khai giới tính. Tuy nhiên, kathoey nhìn chung được chấp nhận rộng rãi ở Thái Lan hơn là các nước châu Á khác. Luật pháp Thái Lan không công nhận kathoey: ngay cả sau khi đã giải phẫu bộ phận sinh dục thì họ cũng không được phép thay đổi giới tính của mình trên giấy tờ. Vẫn còn sự phân biệt đối xử trong tuyển dụng lao động và vay mượn ngân hàng. Vấn đề này cũng xảy ra khi họ muốn sử dụng các dịch vụ tiện nghi và việc phân chia giới tính, ví dụ khi một kathoey đã giải phẫu bộ phận sinh dục và phạm tội, họ cũng phải ở chung khu dành cho phạm nhân nam.

## Biến chuyển gần đây

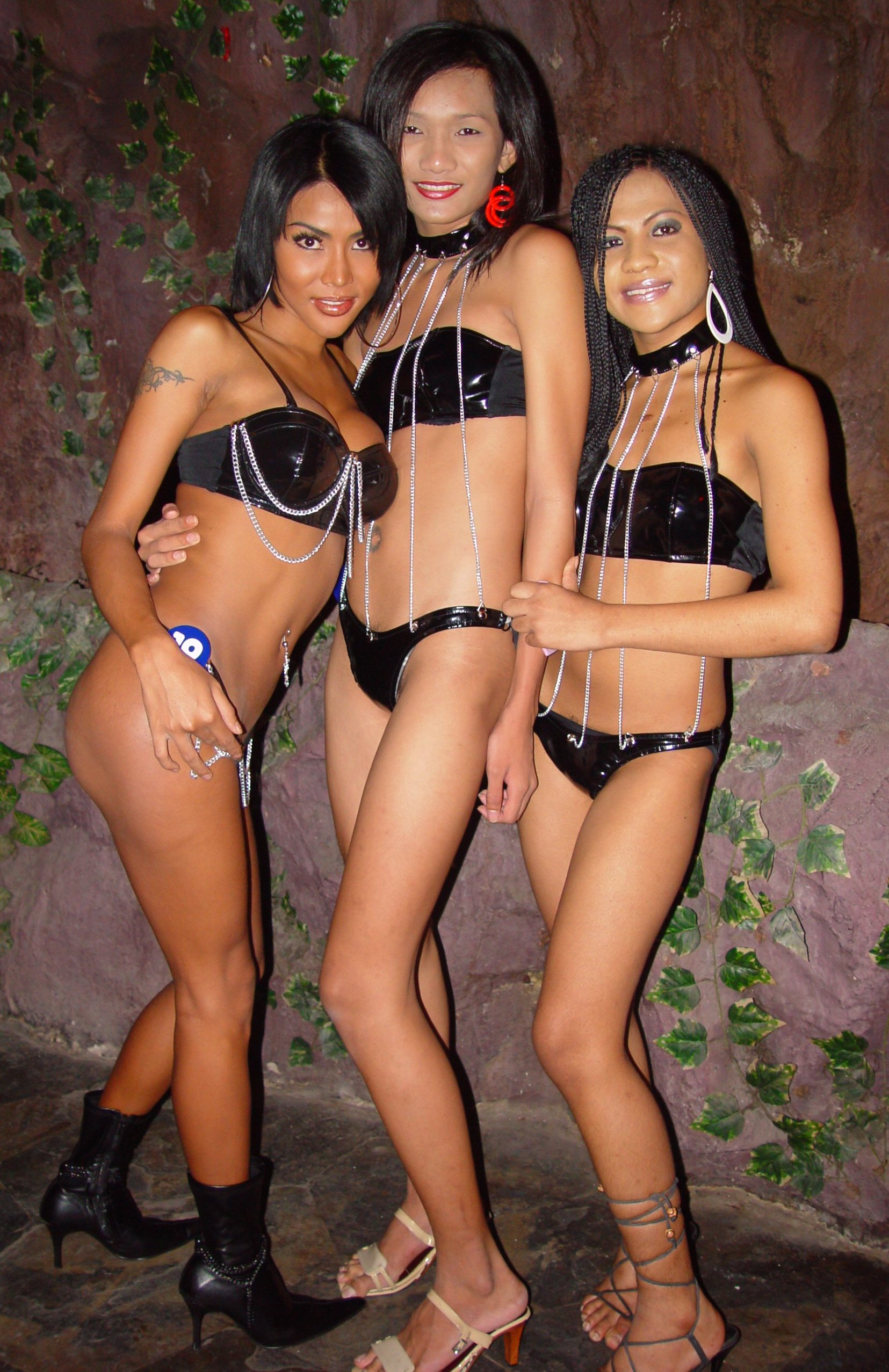
Kathoey trong một quán bar trong khu giải trí Nana Plaza ở Bangkok

Năm 1996, một sinh viên kathoey học ngành sư phạm đã giết chết một thiếu nữ. Vụ này đã gây ra nhiều bài viết trên báo chí Thái; Đại học Sư phạm Rajabhat sau đó còn không nhận kathoey. Quyết định này được rút lại sau những phản đối của người đồng tính và các nhóm về quyền phụ nữ.
Cũng vào năm 1996, một đội bóng chuyền đa số là gay và kathoey, có tên là The Iron Ladies, nguồn cảm hứng của 2 bộ phim Thái, đã đạt chức Vô địch quốc gia Thái. Chính phủ Thái, do lo ngại về hình ảnh của đất nước, đã cấm 2 kathoey trong đội không được tham gia đội tuyển quốc gia và cấm thi đấu quốc tế.
Một trong số những kathoey nổi tiếng nhất tại Thái Lan đó là Nong Tum, một cựu vô địch Quyền anh Thái đã được công chúng biết đến vào năm 1998. Cô đã mặc trang phục nữ và tiêm hoóc môn khi đang còn là võ sỹ nổi tiếng; Cô lên sàn đấu với mái tóc dài và có trang điểm, thỉnh thoảng cô lại hôn người bại trận. Cô tuyên bố giải nghệ vào năm 1999 — để giải phẫu bộ phận sinh dục nhưng vẫn làm việc dưới vai trò là một huấn luyện viên, một diễn viên và người mẫu. Cô trở lại sàn đấu năm 2006.
Năm 2004, trường Kỹ thuật Chiang Mai đã cho làm những phòng vệ sinh riêng biệt dành cho kathoey, và gắn biểu tượng người nam và người nữ xoắn vào nhau trên cửa. 15 học sinh là kathoey được yêu cầu phải mặc trang phục nam khi đi học nhưng được phép để các kiểu tóc như nữ sinh. Nhà vệ sinh có 4 ô riêng biệt nhưng không có bồn tiểu.
Theo sau cuộc đảo chính ở Thái Lan năm 2006 kathoey hy vọng một giới tính mới là giới tính thứ 3 sẽ được ghi vào hộ chiếu và các giấy tờ chính thức khác khi có hiến pháp mới. Năm 2007, các nỗ lực trong lập pháp đã bắt đầu cho phép kathoey chuyển đổi tình trạng giới tính trên giấy tờ nếu họ đã giải phẫu bộ phận sinh dục, điều này đã gây nhiều tranh cãi trong cộng đồng.

## Văn hoá

### Tạp kỹ và âm nhạc

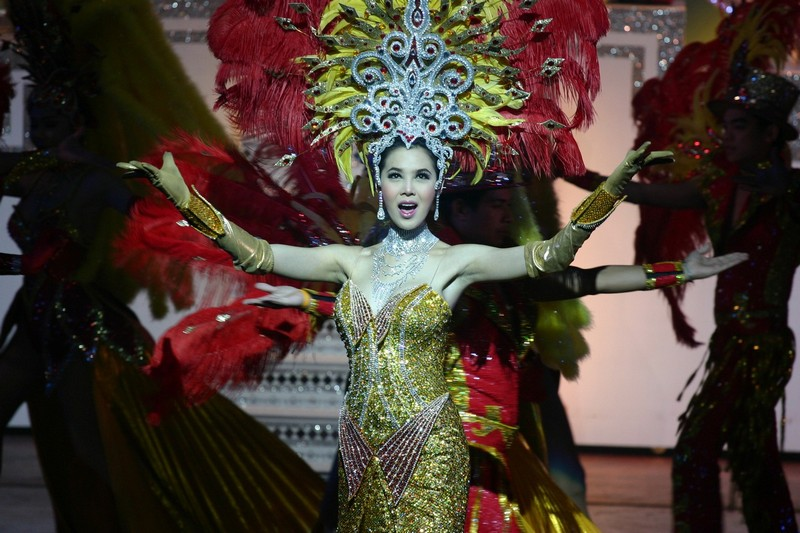
Một show trình diễn tại Pattaya

Theo sau một nhóm tương tự tại Hàn Quốc, nhóm nhạc kathoey đầu tiên được thành lập tại Thái Lan năm 2006. Nhóm lấy tên là Venus Flytrap sau đó được công ty Sony BMG Music Entertainment lựa chọn và giới thiệu.
The Lady Boys of Bangkok là một chương trình tạp kỹ của các kathoey và họ đã trình diễn ở Liên hoan Edinburgh năm 2006 và 2007 cùng nhiều thành phố khác ở Anh Quốc.

### Phim
Ladyboys là một bộ phim tài liệu năm 1992 do đạo diễn Jeremy Marre của hãng phim Harcourt Films  thực hiện cho kênh truyền hình Channel 4. Phim kể về câu chuyện của hai kathoey trẻ tuổi chuẩn bị và đăng ký tham gia một cuộc thi sắc đẹp ở nông thôn và sau đó đã chuyển đến Pattaya để tìm việc làm ở các chương trình tạp kỹ.
Bộ phim "The Iron Ladies" năm 2000 và "The Iron Ladies 2" năm 2003 nói về đội bóng rổ của những kathoey.
Bộ phim Thái năm 2002 Saving Private Tootsie nói về câu chuyện của một nhóm gay và kathoey cần được cứu thoát sau khi máy bay bị tai nạn và rơi vào vùng rừng thuộc kiểm soát của quân phiến loạn. Bộ phim khai thác thái độ chống lại người đồng tính nam ở nhiều góc độ. Bộ phim đã phỏng theo một tai nạn vào tháng 12 năm 1998 khi một nhóm người trong đó có một ca sĩ nổi tiếng và một kathoey là nghệ sĩ trang điểm cho ca sĩ đó đã sống sót sau một tai nạn máy bay.
Cuộc đời của võ sỹ kathoey Nong Tum được mô tả trong phim Beautiful Boxer năm 2003.
Bộ phim võ thuật Thái năm 2005 The Warrior King hay Tom yum goong, vai phản diện chính, Madame Rose, là một kathoey. Diễn viên Jin Xing đảm trách vai này và cô cũng chính là một người chuyển giới.

### Sách
Cuốn sách Ladyboys: The Secret World of Thailand's Third Gender (tạm dịch Ladyboy: Thế giới bí mật của Giới tính thứ ba ở Thái Lan) đã mô tả những kathoey ở Thái Lan. Đó là tuyển tập các câu chuyện có thật về hành trình tự khám phá bản thân của những người phải đấu tranh cho việc xác định giới tính của mình mà vẫn phải duy trì cuộc sống và nghề nghiệp một cách bình thường. Cuốn sách có nói về một số kathoey nổi tiếng của Thái Lan như võ sỹ Nong Tum cũng như cuộc sống của những người khác như nhà báo, diễn viên tạp kỹ và cả mại dâm. Sách của hai tác giả Susan Aldous và Pornchai Sereemongkonpol do nhà xuất bản Maverick thực hiện vào tháng 5 năm 2008.